# Un entretien
Un entretien est une série télévisée française de format court (shortcom) en trente épisodes d'environ 5 minutes créée par Julien Patry et diffusée entre le 31 mars 2018 et le 12 juin 2021 sur Canal+.
La série est inspirée par le court-métrage Un entretien de Julien Patry, avec Benjamin Lavernhe et Delphine Théodore, primé au Festival international du film de comédie de l'Alpe d'Huez 2016.

## Synopsis
Le principe de la série repose sur une succession d'entretiens d'embauche menés par un directeur des ressources humaines (Benjamin Lavernhe) dont on entend les pensées intérieures (névrosées) en voix-off. Chaque épisode présente un nouveau candidat à un emploi indéterminé dans une société « cool » indéterminée.
Sous couvert d'humour, chaque épisode explore une thématique de société liée au monde du travail. 
La saison 1 (2018) présente un dispositif linéaire : un épisode, un entretien d'embauche. En fil rouge apparaît l'attirance du DRH pour une collègue de travail, Alice (Pauline Clément).
La saison 2 (2019) incorpore des entretiens d'autres formes à la narration : entretien d'évaluation, de team building… En fil rouge : la fusion-acquisition de l'entreprise, et la mise en concurrence avec un deuxième DRH (Antoine Gouy) plus cool et plus sympa que le héros.
La saison 3 (2021), plus satirique, traite de manière récurrente de l'injonction au bonheur au travail, dans le monde de l'entreprise post-Covid. Le DRH, fraîchement nommé directeur du bonheur, est pris en étau entre un patron qui lui impose de rendre les salariés heureux (Laurent Stocker), et des salariés malheureux qui lui reprochent cette injonction au bonheur. Pire, son ex-assistante, et ex-tout-court, Alice, (Pauline Clément), devient sa supérieure hiérarchique.

## Fiche technique
- Titre : Un entretien
- Réalisation : Julien Patry
- Acteur principal : Benjamin Lavernhe
- Musique : Robin Canac
- Production : Hervé Dommange
- Sociétés de productions : Control Films, Canal+
- Pays d'origine : France
- Langue originale : français
- Genre : comédie, société, satire
- Durée : 3 à 8 minutes par épisode

## Épisodes
| Saison | no | Titre                             | Date de diffusion | Comédiens                                                                                             | Thématiques                       |
| ------ | -- | --------------------------------- | ----------------- | --- | --------------------------------- |
| 1      | 1  | Pas de souci                      | 31/03/2018        | Judith Chemla, Pauline Clément                                                                        |                                   |
| 1      | 2  | Quota                             | 14/04/2018        | Vladimir Zongo                                                                                        | Quotas, minorités                 |
| 1      | 3  | Stage d'observation               | 21/04/2018        | Maxim Driesen, Louis Arène                                                                            |                                   |
| 1      | 4  | Hypoglycémie                      | 28/04/2018        | Céline Fuhrer                                                                                         |                                   |
| 1      | 5  | Minutieux                         | 05/05/2018        | Sébastien Pouderoux, Pauline Clément                                                                  |                                   |
| 1      | 6  | La bise                           | 12/05/2018        | François De Brauer, Éric Boucher                                                                      |                                   |
| 1      | 7  | Boule au ventre                   | 26/05/2018        | Alma Jodorowsky                                                                                       |                                   |
| 1      | 8  | Smart matching                    | 09/06/2018        | Johann Cuny                                                                                           | Novlangue                         |
| 1      | 9  | La vieille école                  | 16/06/2018        | Bruno Raffaelli                                                                                       | Seniors                           |
| 1      | 10 | Du vin. Beaucoup de vin.          | 23/06/2018        | Pauline Clément, Eulalie Elsker, Eugénie Ravon                                                        |                                   |
| 2      | 1  | New Deal                          | 27/04/2019        | Antoine Gouy, Pauline Clément, Pauline Huruguen                                                       | Plan de sauvegarde de l'emploi    |
| 2      | 2  | Pilule du lendemain               | 04/05/2019        | Marc Fraize, Pauline Clément, Antoine Gouy                                                            | Amour au travail                  |
| 2      | 3  | #RHDUFUTUR                        | 11/05/2019        | Lily Taïeb, Antoine Gouy                                                                              | Précarité                         |
| 2      | 4  | Champ-contrechamp                 | 18/05/2019        | Pascal Rénéric, Antoine Gouy                                                                          | Bore-out                          |
| 2      | 5  | Camembert                         | 25/05/2019        | Mélodie Richard, Antoine Gouy                                                                         |                                   |
| 2      | 6  | Formulaire *10431                 | 01/06/2019        | Sarah Adler, Pauline Clément                                                                          | Mort d'un collaborateur           |
| 2      | 7  | Team building                     | 08/06/2019        | Pauline Clément, Céline Fuhrer, Youssef Hajdi, Anne-Valérie Payet, Marc Riso, Antoine Gouy, Félix Péa | Team building                     |
| 2      | 8  | Offre premium                     | 15/06/2019        | Youssef Hajdi, Pauline Clément                                                                        |                                   |
| 2      | 9  | Le Tri                            | 22/06/2019        | Kadi Diarra, Antoine Gouy                                                                             |                                   |
| 2      | 10 | "Bébé chat"                       | 29/06/2019        | Pauline Clément, Antoine Gouy                                                                         |                                   |
| 3      | 1  | Femme washing                     | 10/04/2021        | Pauline Clément, Laurent Stocker, Omar Mebrouk                                                        | Télétravail, présentiel, Covid-19 |
| 3      | 2  | Monsieur Bonheur                  | 17/04/2021        | Stéphane Varupenne                                                                                    | Chief happiness officer           |
| 3      | 3  | Zone sourire                      | 24/04/2021        | Céline Fuhrer, Fanny Santer, Sadio Niakate                                                            |                                   |
| 3      | 4  | Sécurité globale                  | 01/05/2021        | Youssef Hajdi, Anthony Sonigo                                                                         |                                   |
| 3      | 5  | Ta mère au bureau                 | 08/05/2021        | Marie Bunel, Pauline Clément                                                                          | Paternalisme                      |
| 3      | 6  | Alice Alice                       | 15/05/2021        | Pauline Clément                                                                                       | Écriture inclusive, égalité       |
| 3      | 7  | Café latte                        | 22/05/2021        | Judith Margolin                                                                                       | Maternité                         |
| 3      | 8  | Send nudes                        | 29/05/2021        | Laurent Stocker, Moustafa Benaibout                                                                   |                                   |
| 3      | 9  | Hitler                            | 05/06/2021        | Jean-Charles Clichet                                                                                  | Management et nazisme             |
| 3      | 10 | Pisse and love (le monde d'après) | 12/06/2021        | Laurent Stocker, Pauline Clément                                                                      |                                   |